# كورينتين توليسو
كورينتين توليسو (بالبرتغالية: Corentin Jean‏) (من مواليد 3 نوفمبر 1994 بمدينة طارار في فرنسا) هو لاعب كرة قدم فرنسي يلعب في مركز خط الوسط مع نادي بايرن ميونخ الألماني الذي يشارك في الدوري الألماني لكرة القدم بعدما انتقل إليهم في صيف 2017.
بدأ أندريه سيلفا مسيرته الرياضية عام 2013 مع أولمبيك ليون وخاض مهم 6 مواسم قبل أن يتم تصعيده للفريق الأول في بداية موسم 2013–14، حيث لعب معهم لمدة 3 مواسم، شارك خلالها في 135 مباراة وسجل 22 هدفاً. وفي صيف 2017، انضم إلى نادي بايرن ميونخ الألماني بصفقة قدرت ب 41.5 مليون يورو (35 مليون جنيه استرليني).
شارك أيضاً مع منتخبات فرنسا لجميع المراحل السنية. ثم في 2017 بدأ بالمشاركة مع منتخب البرتغال الوطني، حيث لعب لأول مرة مع المنتخب الفرنسي ضد منتخب إسبانيا في مباراة ودية بتاريخ 28 مارس 2017، وانتهى اللقاء بفوز منتخب إسبانيا هدفين دون رد وديًا.

## مسيرته

### مع الأندية
بايرن ميونخ
- الدوري الألماني: 2017–18, 2018–19, 2019–20
- كأس ألمانيا: 2018–19, 2019–20
- كأس السوبر الألماني: 2017, 2018, 2020
- دوري أبطال أوروبا: 2019–20
- كأس السوبر الأوروبي: 2020

فرنسا
- كأس العالم: 2018[7]

## روابط خارجية
- كورينتين توليسو على موقع الاتحاد الأوربي (الإنجليزية)
- كورينتين توليسو على موقع قاعدة بيانات كرة القدم.إي يو (الإنجليزية)
- كورينتين توليسو على موقع ليكيب (الفرنسية)
- كورينتين توليسو على موقع ناشيونال فوتبول تيمز (الإنجليزية)
- كورينتين توليسو على موقع Soccerbase.com (لاعب) (الإنجليزية)
- كورينتين توليسو على موقع Soccerway.com (الإنجليزية)
- كورينتين توليسو على موقع عالم كرة القدم.نت (الإنجليزية)
- كورينتين توليسو على موقع كووورة
- كورينتين توليسو على موقع AS.com (الإسبانية)